# Danielle Brisebois
Danielle Anne Brisebois (Brooklyn, 28 giugno 1969) è una cantautrice, attrice e polistrumentista statunitense.

## Carriera
Il suo nome è legato al personaggio di Stephanie Mills nella serie televisiva degli anni '70 Arcibaldo e per lo spin-off Archie Bunker's Place (1979-1983), grazie al quale ha anche ottenuto una candidatura al Golden Globe nella categoria miglior attrice non protagonista in una serie nel 1982. Ha interpretato il ruolo di Molly nella produzione originale del musical di Broadway Annie (1977). Ha vinto due Young Artist Award nel 1981 e nel 1982. Nel periodo 1983-1984 appare in sette episodi della serie California.
Negli anni '90 ha registrato due album in studio: Arrive All over You e Portable Life. Il primo è uscito nel 1994 e con il primo singolo estratto, Gimme a Little Sign, partecipa a diverse tappe del Festivalbar. La pubblicazione del secondo era prevista per il 1999, ma l'album è stato pubblicato solo nel 2008 in formato digitale. Entrambi i dischi vedono la produzione di Gregg Alexander. Nel 2006 è uscita anche una compilation dal titolo Just Missed the Train. Ha fatto parte del gruppo New Radicals nel periodo 1997-1999, band che ha pubblicato Maybe You've Been Brainwashed Too nel 1998.
È autrice dei singoli Unwritten (2004) e Pocketful of Sunshine (2008) di Natasha Bedingfield, nonché di altri brani per altri artisti quali Carly Smithson, Clay Aiken, Kelly Clarkson, Sophie Ellis-Bextor, Paula Abdul, Kylie Minogue, Leona Lewis e Donna Summer. Nel gennaio 2015 ha ricevuto, insieme al suo collega di scrittura Gregg Alexander, la candidatura all'Oscar alla migliore canzone nell'ambito dei Premi Oscar 2015, per Lost Stars, brano inserito nel film Tutto può cambiare.

## Riconoscimenti
- Young Hollywood Hall of Fame (1980's)

## Discografia
- 1994 - Arrive All Over You
- 2006 - Just Missed the Train
- 2008 - Portable Life